# Montholier
Montholier é uma comuna francesa na região administrativa de Borgonha-Franco-Condado, no departamento de Jura. Estende-se por uma área de 7,99 km². Em 2010 a comuna tinha 368 habitantes (densidade: 46,1 hab./km²).